# Salame d'la doja
Il salame d'la doja (nome ufficiale) o salam dla doja (nome piemontese corretto secondo la grafia codificata), salame della duia (in italiano),  è un insaccato di carne di maiale tipico di Novara, Biella e Vercelli. Prende il nome dalla doja (in latino dolium), il boccale di terracotta. dove viene lasciato a maturare.

## Caratteristiche
Le carni suine di prima scelta (spalla e pancetta, triti di banco,) sono macinate a grana media e condite con sale, pepe, aglio e vino rosso.
Il salame, insaccato in budello di manzo, viene fatto maturare nella doja, immerso nello strutto fuso, che gli consente di restare morbido a lungo. Alla maturazione segue la stagionatura della durata di circa un anno.

## Denominazione
Il Salam dla doja è un prodotto agroalimentare tradizionale del Piemonte, inserito nell'elenco con deliberazione della Giunta regionale come "Salame d'la doja", mischiando italiano e piemontese con grafia errata in entrambe le lingue.